# 澤田千優
澤田 千優（さわだ ちひろ、1997年11月23日 - ）は、日本の女子総合格闘家、元レスリング選手。初代修斗女子世界アトム級王者。

## 経歴

### 修斗
2021年にレスリングから総合格闘技に転向した。2021年5月16日のProfessional Shooto 2021 Vol. 3で小生由紀を相手にプロデビューを果たし、引き分けに終わった。
2021年10月17日、初代女子アトム級王者を決める2022年のインフィニティリーグに参戦することが発表された。
2021年11月6日、Professional Shooto 2021 Vol. 7で行われた開幕戦で中村未来と対戦し、判定2-0で勝利。
2022年5月22日、Professional Shooto 2022 Vol. 3で久遠と対戦し、2R一本勝ち。
2022年9月19日、Professional Shooto 2022 Vol. 6で加藤春菜と対戦予定だったが、加藤が前庭障害・良性発作性頭位目眩症で欠場し、不戦勝。
2022年11月27日、Professional Shooto 2022 Vol. 7で小生由紀と対戦し、判定勝ちでインフィニティリーグ優勝を果たし、女子アトム級王座を獲得した。

### ONE/Combate
2023年2月17日のONE Friday Fights 5でONE Championshipデビューを果たし、サナーズ・ファイアズマネシュに2R一本勝ち。
2023年5月13日、Combate Global: Mexico vs. Japanでアナ・パラシオスと対戦し、判定3-0で勝利。
2023年12月2日、Shooto Colors Vol.2で行われた修斗女子アトム級タイトルマッチで中村未来と対戦し、1R一本勝ちで初防衛に成功した。
2024年3月9日、ONE Fight Night 20でジヒン・ラズワンと対戦し、判定勝ち。両者ともに計量失敗によりキャッチウェイトで行われた。
2024年5月4日、ONE Fight Night 22でノエル・グランジャンと対戦し、判定3-0で勝利。
2024年7月21日、ONE Championshipに集中するため、修斗女子世界アトム級王座を返上した。
2025年1月11日、 ONE Fight Night 27でメン・ボーと対戦し、判定0-3で敗れ、初黒星を喫した。
2025年7月12日、ONE Fight Night 33でマカレナ・アラゴンと対戦しアームバーで1R1本勝ち。アラゴンの計量失敗によりキャッチウェイトで行われた。

## 戦績
| 総合格闘技 戦績 | 総合格闘技 戦績 | 総合格闘技 戦績 | 総合格闘技 戦績 | 総合格闘技 戦績 | 総合格闘技 戦績 | 総合格闘技 戦績 |
| --------------- | --------------- | --------------- | --------------- | --------------- | --------------- | --------------- |
| 9 試合          | (T)KO           | 一本            | 判定            | その他          | 引き分け        | 無効試合        |
| 9 勝            | 0               | 4               | 5               | 0               | 1               | 0               |
| 1 敗            | 0               | 0               | 1               | 0               | 1               | 0               |

| 勝敗 | 対戦相手                     | 試合結果                           | 大会名                                                                                        | 開催年月日     |
| ○    | マカレナ・アラゴン           | 1R 3:52 アームバー                 | ONE Fight Night 33                                                                            | 2025年7月12日  |
| ×    | メン・ボー                   | 3R終了 判定0-3                     | ONE Fight Night 27                                                                            | 2025年1月11日  |
| ○    | ノエル・グランジャン         | 3R終了 判定3-0                     | ONE Fight Night 22                                                                            | 2024年5月4日   |
| ○    | ジヒン・ラズワン             | 3R終了 判定3-0                     | ONE Fight Night 20                                                                            | 2024年3月9日   |
| ○    | 中村未来                     | 1R 4:57 腕十字固め                 | Shooto Colors Vol.2 【修斗女子アトム級タイトルマッチ】                                        | 2023年12月2日  |
| ○    | アナ・パラシオス             | 3R終了 判定3-0                     | Combate Global: Mexico vs. Japan                                                              | 2023年5月13日  |
| ○    | サナーズ・ファイアズマネシュ | 2R 0:53 アームロック               | ONE Friday Fights 5                                                                           | 2023年2月17日  |
| ○    | 小生由紀                     | 2R終了 判定3-0                     | Professional Shooto 2022 Vol. 7 【インフィニティリーグ2022 初代女子アトム級王座決定リーグ戦】 | 2022年11月27日 |
| ○    | 久遠                         | 2R 0:59 リア・ネイキッド・チョーク | Professional Shooto 2022 Vol. 3 【インフィニティリーグ2022 初代女子アトム級王座決定リーグ戦】 | 2022年5月22日  |
| ○    | 中村未来                     | 2R終了 判定2-1                     | Professional Shooto 2021 Vol. 7 【インフィニティリーグ2022 初代女子アトム級王座決定リーグ戦】 | 2021年11月6日  |
| △    | 小生由紀                     | 2R終了 判定0-0                     | Professional Shooto 2021 Vol. 3                                                               | 2021年5月16日  |

## 獲得タイトル
- インフィニティリーグ2022 女子アトム級 優勝（2022年）
- 初代修斗女子アトム級王座（防衛1）（2022年）